# Saint-Léger (Charente-Maritime)
Saint-Léger is een gemeente in het Franse departement Charente-Maritime (regio Nouvelle-Aquitaine) en telt 514 inwoners (2004). De plaats maakt deel uit van het arrondissement Saintes.

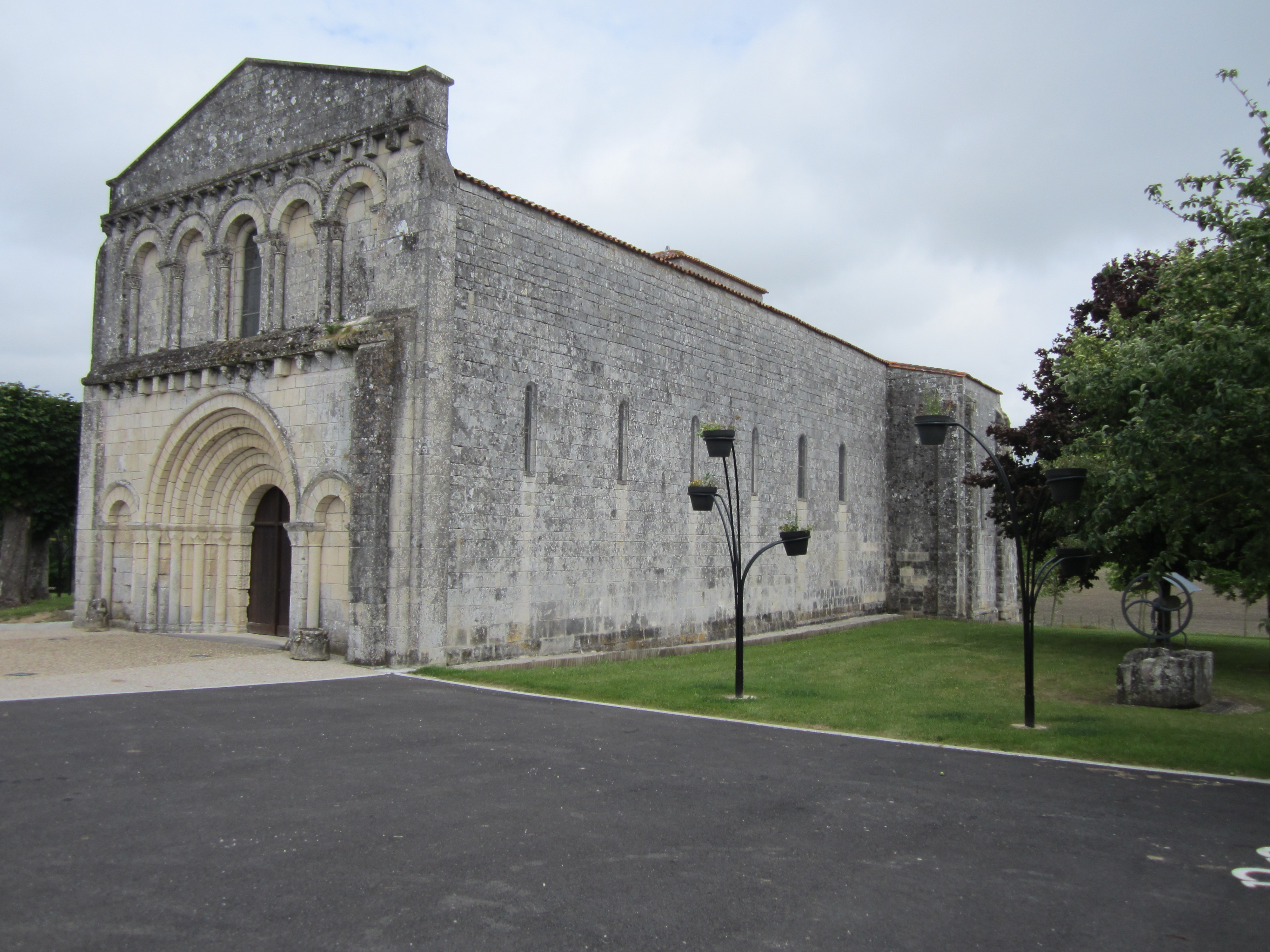
Kerk van Saint-Léger
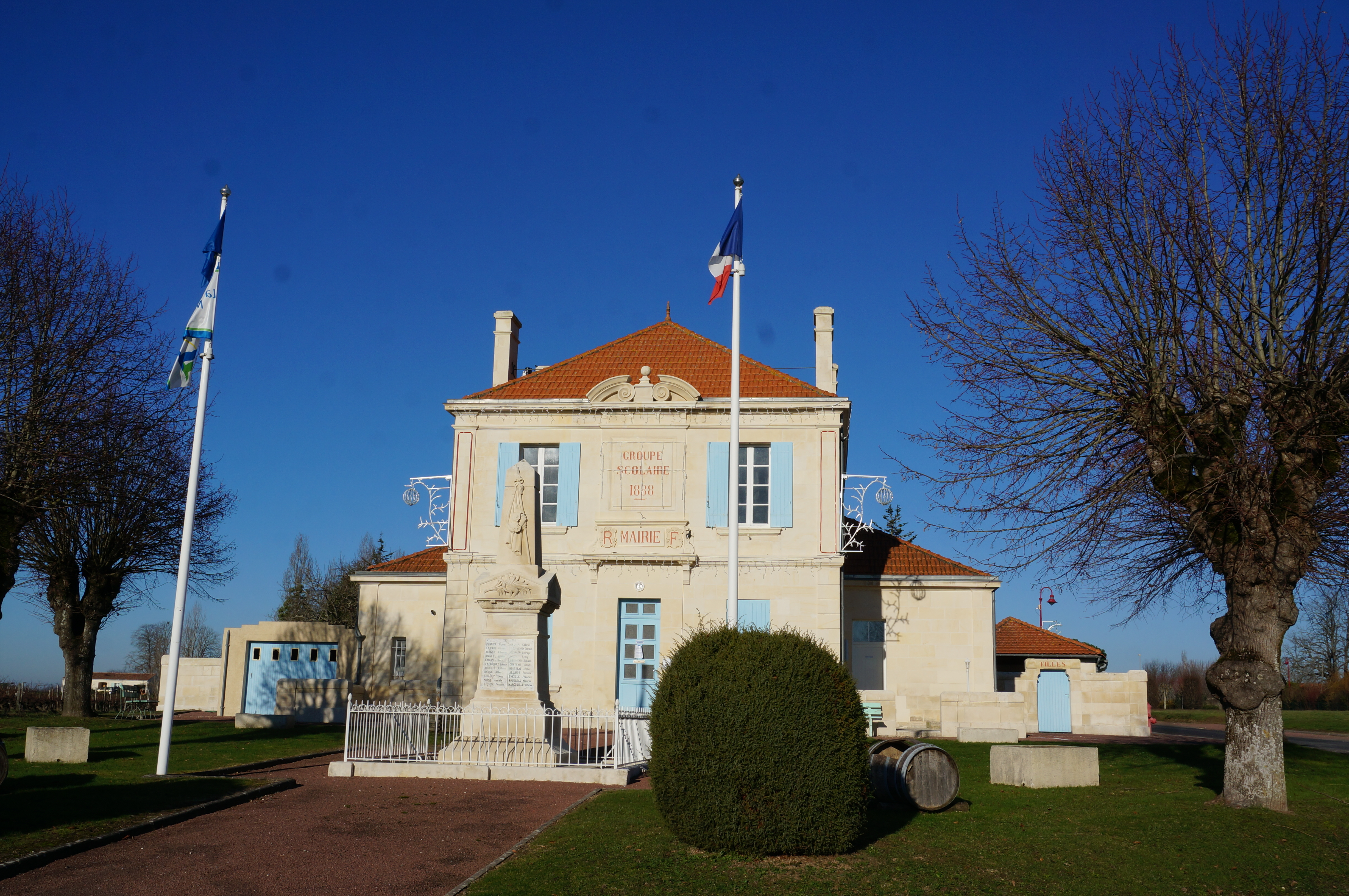
Gemeentehuis

## Geografie
De oppervlakte van Saint-Léger bedraagt 15,9 km², de bevolkingsdichtheid is 32,3 inwoners per km².
De onderstaande kaart toont de ligging van Saint-Léger (Charente-Maritime) met de belangrijkste infrastructuur en aangrenzende gemeenten.

## Demografie
Onderstaande figuur toont het verloop van het inwonertal (bron: INSEE-tellingen).